# Jordan Jordanow (lekkoatleta)
Jordan Jordanow-Dandrata (bułg. Йордан Йорданов-Дандрата, ur. 9 października 1952, zm. w październiku 2011) – bułgarski lekkoatleta, płotkarz.
Specjalizował się w biegu na 400 metrów przez płotki. Zajął 4. miejsce w sztafecie 4 × 400 metrów na mistrzostwach Europy juniorów w 1970 w Paryżu.
Odpadł w eliminacjach biegu na 400 metrów przez płotki na mistrzostwach Europy w 1974 w Rzymie.
Zdobył brązowy medal w sztafecie 4 × 2 okrążenia (która biegła w składzie: Krasimir Gutew, Narcis Popow, Jordanow i Janko Bratanow) na halowych mistrzostwach Europy w 1975 w Katowicach (startowały tylko trzy sztafety).
Jordanow był mistrzem Bułgarii w biegu na 400 metrów przez płotki w 1975.
Jego rekord życiowy w tej konkurencji wynosił 50,88 s (ustanowiony 2 sierpnia 1974 w Sofii).
Został pochowany 11 października 2011.